# Club Natació Montjuïc
Il Club Natació Montjuïc è una società di polisportiva spagnola che si occupa di nuoto e pallanuoto con sede a Barcellona.

## Storia
Fondato nel 1944 a Barcellona sul promontorio di Montjuïc, tra il 1972 e il 1986 la sezione pallanuotistica vinse 8 Campionati spagnoli. Il club raggiunse l'apice in Coppa dei Campioni 1978-1979, quando, guidato da Imre Szikora detto El Cuervo, si piazzò secondo nella competizione dietro agli ungheresi del Orvosegyetem.
Nella stagione 1982-1983 si raggiunse un altro importante piazzamento europeo, il club arrivò in finale di Coppa delle Coppe perdendo dal CSK VMF Mosca.

## Palmarès

### Trofei nazionali
- Campionato spagnolo: 8

1972, 1976, 1977, 1978, 1979, 1984, 1985, 1986